# Шуйское (Вологодская область)
Шу́йское — село в Вологодской области России, административный центр Междуреченского района и Сухонского сельского поселения.
В селе располагается Троицкая церковь.

## Этимология
Название поселения произошло от реки Шуя, гидроним же имеет финно-угорское происхождение и восходит к словам: suo — «болото», oja — «ручей», то есть «болотная речка» или «речка из болота».

## География
Расположено на правом берегу реки Сухоны, между устьями двух её притоков — Шуи и Шейбухты. Площадь с. Шуйское составляет 767,5 га. Расстояние до областного центра: 94 км.

### Климат
| Показатель                            | Янв.  | Фев.  | Март | Апр. | Май | Июнь | Июль | Авг. | Сен. | Окт. | Нояб. | Дек.  | Год |
| ------------------------------------- | ----- | ----- | ---- | ---- | --- | ---- | ---- | ---- | ---- | ---- | ----- | ----- | --- |
| Средняя температура, °C               | −11,5 | −10,6 | −5,4 | 2    | 9,8 | 15,7 | 18,1 | 15   | 9,3  | 2,6  | −6,2  | −10,3 | 2,5 |
| Источник: NASA. База данных RETScreen |       |       |      |      |     |      |      |      |      |      |       |       |     |

## История
Основано в XIII веке, первые упоминания датируются 1627 годом.

## Население
| 1959 | 1970  | 1979  | 1989  | 2002  | 2010  |
| ---- | ----- | ----- | ----- | ----- | ----- |
| 1819 | ↘1724 | ↗2312 | ↗2531 | ↘2436 | ↘2220 |

## Известные люди
В селе родились:
- Александр Николаевич Коркин — математик.
- Вячеслав Михайлович Загребин — филолог-славист, палеограф и археограф.
- Григорий Михайлович Агафонов — художник, мозаичист.
- Алексей Михайлович Долгов — ученый, генерал-майор войск стратегического назначения, заместитель начальника полигона Байконур.

## Инфраструктура
В селе есть средняя школа, детский сад, центр детского творчества, детская юношеская спортивная школа, детская школа искусств, районная больница, аптека, центр социального обслуживания населения, центр социальной помощи семье и детям, Дом милосердия для престарелых, культурный центр, музей, магазины, столовая, кафе, рынок, отделение связи, автостанция.

### Средства массовой информации
- Районная газета Междуречье,
- Радиостанция Радио России-102.9-fm,
- Первый и второй мультиплекс.
- Сотовые операторы: МТС,Билайн,Мегафон,Теле2,Yota.
- Стационарные телефоны подключены к Вологодскому филиалу ОАО «Ростелеком»

## Достопримечательности
- Памятник воинам-междуреченцам, погибшим в годы Великой Отечественной войны. Установлен на площади Свободы.
- Дом № 17 на Сухонской набережной, в котором жил математик, профессор А. Н. Коркин. Является памятником истории[10].
- Троицкая церковь, 2016 г
- Церковь Троицы Живоначальной (1814 г.), недействующая